# Théorie de l'espace de travail global
La théorie de l'espace de travail global (TETG), ou en anglais Global workspace theory (GWT), est une théorie de la conscience introduite par Bernard Baars en 1988. Elle a notamment été développée pour pouvoir expliquer de nombreux processus cognitifs, conscients ou non. La conscience y sert d'espace centralisé d'échange d'informations. Elle permet à des réseaux cérébraux spécialisés d'interagir, améliorant l'intégration et l'adaptabilité.
Cette théorie dresse une analogie entre l'esprit et un théâtre, les pensées conscientes étant comme des entités illuminées au milieu de la scène principale. Le cerveau contient beaucoup de processus et de modules spécialisés qui opèrent en parallèle, et qui en général ne sont pas conscients. L'attention agit comme un projecteur, amenant une partie de cette activité inconsciente à la conscience. L'espace de travail global est un centre fonctionnel de diffusion et d'intégration de l'information, lui permettant d'être diffusée à travers les modules.
Lorsque des entrées sensorielles, des souvenirs ou des représentations internes reçoivent de l'attention, ils deviennent une partie de l'espace de travail global et peuvent alors être manipulés par divers processus. Les éléments étant en concurrence pour recevoir de l'attention, ceux qui gagnent sont admis dans l'espace de travail global, permettant à leurs informations d'être distribuées et coordonnées à travers l'ensemble du système cognitif.
Dans le « théâtre de la conscience », un projecteur d'attention sélective éclaire une zone lumineuse sur la scène, révélant le contenu de la conscience. Derrière les coulisses, dans l'obscurité, se trouvent le réalisateur (les processus exécutifs), les machinistes, les scénaristes, les décorateurs et autres. Ils façonnent les activités visibles dans la zone éclairée, mais sont eux-mêmes invisibles.
La théorie de l'espace de travail global fait encore l'objet de recherches et de débats.